# 瓦爾特P88手槍
瓦爾特P88（英文：Walther P88）是1988年由瓦爾特所發表的半自動手槍。
本槍廢除了原本在P38上使用的設計結構，改採用白朗寧式的槍身閉鎖機構（短行程反衝）的全新設計來加以開發。並且繼承了在P5上受到好評的待擊解脫系統與單/雙動式機構，並且與過去的瓦爾特公司製品不同，採用了雙排彈匣而使得裝彈數大幅増加到15發。但是因為價格過高的關係，始終沒有被任何一個國家制式採用，民用版也在1996年停止生産。
不過在停止生產後，因為其高精確度（25碼射擊彈著分布只有1.5到2英吋）與極高的製造品質，P88的價格在收藏者之間反而是水漲船高。
雖然在商業上屬於失敗作，但是在繼承了瓦爾特 P38並且過度到下一世代的P99這方面，承先啟後的歷史意義很大。

## 相關項目
- 瓦爾特PP、瓦爾特PPK
- 瓦爾特P5
- 瓦爾特P99
- 瓦爾特P22
- 瓦爾特PPQ
- 瓦爾特PPS
- 瓦爾特PPX

## 外部連結
- YouTube上的Video of operation （日語）